# Провинциалка (фильм, 1981)
«Провинциалка» (фр. La provinciale) — кинофильм-драма, поставленный в 1980 году швейцарским режиссёром Клодом Горетта с Натали Бай в главной роли.

## Сюжет
31-летняя Кристина (Натали Бай), девушка из маленького городка в Лотарингии, не найдя применения своим знаниям дома, решает попытать счастья в Париже. И столичная действительность оказывается ещё более жестокой. Её возлюбленный ради выгодного контракта уезжает за границу, приятельница — актриса Клэр (Ангела Винклер), не найдя работы по специальности, становится «девушкой по вызову»… Случайные заработки, ежедневная борьба за собственное достоинство — такая жизнь не устраивает Кристину, и она решает вернуться домой. А перед этим принимает участие в унизительном женском марафоне с препятствиями, устроенном богачом ради забавы, и выиграет, отдав награду Клэр, у которой нет сил на преодоление суровых марафонов жизни.

## В ролях
- Натали Бай — Кристина
- Ангела Винклер — Клэр
- Бруно Ганц — Реми
- Патрик Шене — Паскаль
- Жан Дави — Б. де Ларей
- Жак Лаланд — промоутер
- Жан Обэ — Трабер
- Доминик Патюрель — Ральф
- Жан Вальмон — Даржеоль
- Пьер Вернье — публицист

## Признание
| Награды и номинации фильма «Провинциалка» | Награды и номинации фильма «Провинциалка» | Награды и номинации фильма «Провинциалка» | Награды и номинации фильма «Провинциалка» | Награды и номинации фильма «Провинциалка» | Награды и номинации фильма «Провинциалка» |
| Год                                       | Награда                                   | Категория                                 | Номинант                                  | Результат                                 |                                           |
| ----------------------------------------- | ----------------------------------------- | ----------------------------------------- | ----------------------------------------- | ----------------------------------------- | ----------------------------------------- |
| 1981                                      | Берлинский кинофестиваль                  | Золотой медведь                           | Провинциалка                              | Номинация                                 |                                           |
| 1981                                      | Берлинский кинофестиваль                  | Приз жюри читателей Berliner Morgenpost   | Клод Горетта                              | Победа                                    |                                           |